# Valentin Prolat
Valentin Prolat (* 1958 Minsk, Sovětský svaz) je operní pěvec pocházející z Minska. Je držitelem Ceny Thálie v oboru opera za rok 2000.

## Život
Valentin Prolat se narodil v Minsku v Sovětském svazu a vystudoval Státní konzervatoř v Petrohradě. V roce 1991 byl pozván do Národního divadla v Praze, aby zde vystoupil v roli Rodolfa v opeře Bohéma, a od té doby zde vytvořil řadu rolí. Vystupoval ve světových i českých operách v rolích Alfréda v Traviatě, titulní roli v Daliborovi, Dona José v Carmen, Ferranda v Così fan tutte, Hoffmanna v Hoffmannových povídkách, Jarka v Čertově stěně, Jeníka v Prodané nevěstě, Lenského v Evženu Oněginovi, Lukáše v Hubičce, Manolia v Řeckých pašijích, Prince v Rusalce a Števy v Její pastorkyni. Následně vystupoval také v zahraničních operních divadlech, například v Kodani, Wiesbadenu, Tel Avivu, Berlíně, St. Gallenu, Amsterdamu, Utrechtu, Ženevě, s Národním divadlem absolvoval turné po Japonsku, vystoupil i na francouzském Operním festivalu v Orange a během otevření nové budovy městské opery v Torontu si zahrál v opeře La traviata.
Za rok 2000 obdržel cenu Thálie v oboru opera za ztvárnění titulní role v opeře Don Carlos v Národním divadle v Brně.